# Гомера
Ла Гомера је једно од шпанских Канарских острва, у Атлантском океану, код обале Африке. Са површином од 370,03 km2 тек је шесто по величини од осам главних острва архипелага. Острво је шесто и по броју становника. Почетком 2023. године број становника на острву био је 22.361. Гомера припада Покрајини Санта Круз де Тенерифе.  Његов главни град је Сан Себастијан де Ла Гомера, у коме се налази савет острва.
Острво је вулканског порекла и приближно кружног облика, са око 22 km у пречнику. Претежно је планинско са стрмим нагибима. Највиши врх је Алто де Гарајонај са 1.487 m. На Гомери је установљен Национални парк Гарајонај.